# Прапор Ковельського району
Пра́пор Ко́вельського райо́ну — офіційний символ Ковельського району Волинської області, затверджений 16 грудня 2005 року Ковельською районною радою. Автор проекту прапора — Андрій Гречило.

## Опис
Прямокутне полотнище зі співвідношенням ширини до довжини 2:3, розділене вертикально на дві частини — від древка червону (шириною 1/3 довжини прапора), на якій білий хрест (ширина рамена хреста рівна 1/9 довжини прапора), частина з вільного краю жовта, на ній синя підкова вухами донизу, обабіч та над нею — три сині квітки льону з жовтими осердями.